# Nesticella inthanoni
Nesticella inthanoni är en spindelart som först beskrevs av Pekka T. Lehtinen och Michael Ilmari Saaristo 1980.  Nesticella inthanoni ingår i släktet Nesticella och familjen grottspindlar.
Artens utbredningsområde är Thailand. Inga underarter finns listade i Catalogue of Life.